# Palais présidentiel (Turquie)
Pour les articles homonymes, voir Palais présidentiel (homonymie) et Ak Saray (homonymie).
Ne doit pas être confondu avec Aksaray (homonymie).
Le palais présidentiel, en turc Cumhurbaşkanlığı Sarayı, est le siège officiel de la présidence turque. Situé à Ankara dans le quartier de Beştepe, il a été inauguré par Recep Tayyip Erdoğan le 29 octobre 2014. Il est également nommé « complexe présidentiel » (Cumhurbaşkanlığı Külliyesi) par les partisans de l'AKP  ou  « palais blanc » (Ak Saray) en référence à la Maison-Blanche .

## Histoire
Depuis 1924, le président de la république de Turquie réside au palais de Çankaya, un complexe architectural conçu par Mustafa Kemal Atatürk qui a fondé le régime républicain après l'effondrement de l'Empire ottoman. Ce parc est déclaré zone protégée en 1992.

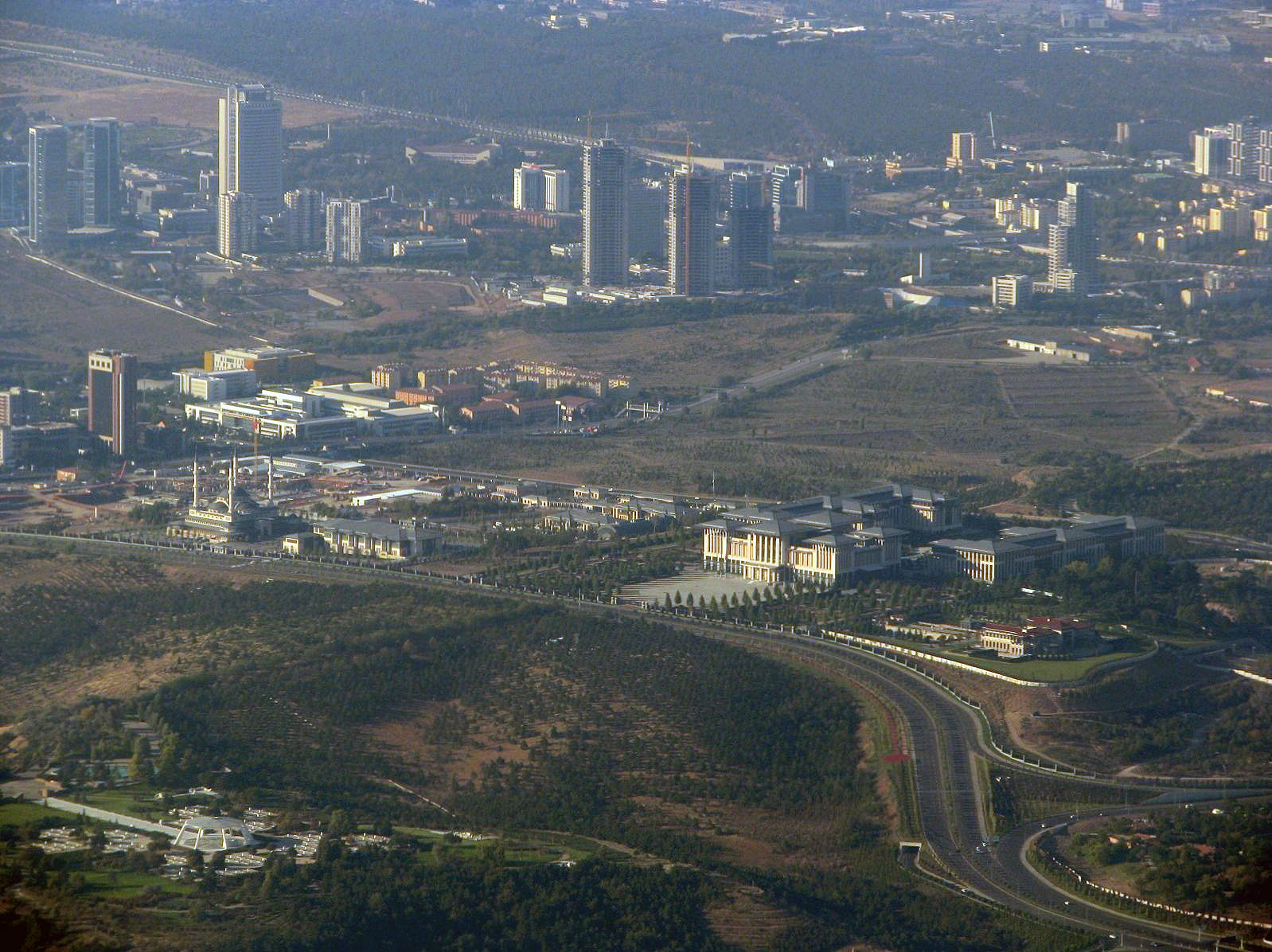
Complexe présidentiel turc.

En 2012, Recep Tayyip Erdoğan décide la construction d'un nouveau palais dans cette forêt qui surplombe Ankara. Ce projet de palais était alors destiné à être la résidence du Premier ministre. Après l'élection présidentielle turque de 2014, il est décidé que l’Ak Saray soit la résidence du président de la République et que le palais de Çankaya devienne celle du Premier ministre. Trois cours administratives, le TOKİ (Toplu Konut İdaresi, dépendant du  Ministère de l'Environnement et de l'Urbanisme turc), l'OGM (Orman Genel Müdürlüğü dépendant du ministère des eaux et forêts), puis le Conseil d'État déclarent l'illégalité de la construction. Des défenseurs de l'environnement se mobilisent en vain pour protester contre cette construction dans l'un des rares espaces verts d'Ankara.
Sa construction aura coûté 491 millions d'euros ou 1,370 milliard de livres turques. Erdoğan justifiera plus tard ce choix en déclarant que le palais qu'il occupait alors qu'il était Premier ministre était « infesté de cafards ».

## Architecture
Le palais s'étend sur 300 000 mètres carrés et possède plus de mille pièces. Il est doté d'un centre de congrès, de casemates permettant de résister à différentes attaques, d'une salle de commandement militaire avec communications par satellite et même d'un bureau sans dispositif électrique pour prévenir les systèmes d'espionnage. L'ensemble est construit dans un style néo-seldjoukide, censé rappeler celui de la première dynastie turque qui a régné sur l'Orient du XIe au XIIIe siècle

## Polémiques
La grandeur, le coût final et la situation géographique du palais voulu par le président Erdoğan sont à l'origine de plusieurs polémiques en Turquie et à l'étranger,. L'Union des chambres d'architectes et d'ingénieurs de Turquie évalue en 2015, un an après l'inauguration, quelques-unes des dépenses de fonctionnement. Un mois de climatisation coûterait 600 000 livres, de chauffage au gaz 1 600 000 livres, d'éclairage 1 200 000 livres et de nettoyage 8 000 000 livres.
Muharrem İnce, candidat à la l'élection présidentielle turque de 2018, propose de vendre ce palais, d'y accueillir les handicapés ou encore de le transformer en « temple du savoir ».